# Ricinoides
Ricinoides là một chi trong họ Ricinoididae.

## Phân bố
Các loài trong chi này phân bố ở Tây Phi.

## Các loài
- Ricinoides westermannii (Guerin-Meneville, 1838)
- Ricinoides afzelii (Thorell, 1892)
- Ricinoides atewa Naskrecki, 2008
- Ricinoides crassipalpe (Hansen & Sorensen, 1904)
- Ricinoides feae (Hansen, 1921)
- Ricinoides hanseni Legg, 1976
- Ricinoides karschii (Hansen & Sorensen, 1904)
- Ricinoides leonensis Legg, 1978
- Ricinoides megahanseni Legg, 1982
- Ricinoides olounoua Legg, 1978
- Ricinoides sjostedtii (Hansen & Sorensen, 1904)